# Tamazunchale (kommun)
Tamazunchale är en kommun i Mexiko.   Den ligger i delstaten San Luis Potosí, i den sydöstra delen av landet, 200 km norr om huvudstaden Mexico City.
Följande samhällen finns i Tamazunchale:
- Tamazunchale
- Tlalnepantla
- Santiago Centro
- Tlacuilola
- Axhumol
- Barrio de Guadalupe
- Ixteamel
- Tianguispicula
- El Palmito
- Ixtlapalaco
- Temamatla
- Tetitla
- Cojolapa
- Coaxocotitla
- El Carrizal
- Tacial
- Cuixcuatitla
- Atlajque
- Xaltipa
- Tamacol
- Tezontla
- Enramaditas
- Tixcuayuca
- Rancho Nuevo
- Huazalingo
- Coyol
- Ixtla
- Barrio Progreso
- Tlachiquilillacapa
- Ahuehueyo
- Guaxcuaco
- Mecachiquico
- El Banco
- Cacateo
- Cerro Grande
- Texojol
- Palictla
- Paguayo
- Pahuayo
- Las Estacas
- Colonia Nezahualcóyotl
- La Laguna
- Buenos Aires Retroceso
- Encino Solo
- Zoquitipa
- Xomoco
- Xicotla
- Tetlama
- Cuapilol
- Tenexco
- El Laurel
- El Platanito
- Atehuac
- Tlalixco
- Las Palomas
- Payantla
- Poxantla
- Totectitla los Ciruelos
- Camarones
- El Encinal
- La Fortuna
- Huichapa
- Arroyo de los Patos
- Cuatzontitla
- Ixtlapalaco
- Tenextipa
- El Ranchito
- Mazatétl
- Xilhuazo
- Xiliapa
- Xinictle
- La Bandera
- Texopis
- Teozeloc
- San José Santiago
- Tolapa
- Temacuil
- Rancho Quemado
- Coxotla
- Tecomate Uno
- La Reforma
- Barrio las Palmas
- Las Cabañas
- El Gavilán
- Limajyo
- Centro de Readaptación Social Penitenciaría
- El Maguey
- Soquiamel
- Tepetzintla
- Emiliano Zapata
- Pahuayo San Miguel
- Ecuatitla
- Tecomate Dos
- Cacalacayo
- El Naranjal
- El Chaparral
- Luis Donaldo Colosio
- Poxtla
- La Pimienta
- Tantoyuquita
- Las Chachalacas
- Zopiloapa
- Acalamayo
- Texochitl
- Achiquico
- Cuapacho
- Monte Alegre
- Tepeyac
- Cuajapa Santiago
- El Mirador
- Pezmayo Santiago
- Tlalocuil
- Tilapa
- Torojatl
- San Antonio
- Coahuica
- Tepetzintla
- Cuitlamecaco